# Middleville (Nueva York)
Middleville es una villa ubicada en el condado de  Herkimer en el estado estadounidense de Nueva York. En el año 2000 tenía una población de 555 habitantes y una densidad poblacional de 285 personas por km².

## Geografía
Middleville se encuentra ubicada en las coordenadas 43°8′18″N 74°58′10″O / 43.13833, -74.96944.

## Demografía
Según la Oficina del Censo en 2000 los ingresos medios por hogar en la localidad eran de $39,231, y los ingresos medios por familia eran $42,727. Los hombres tenían unos ingresos medios de $34,306 frente a los $22,727 para las mujeres. La renta per cápita para la localidad era de $17,499. Alrededor del 8% de la población estaban por debajo del umbral de pobreza.